# Гротаминарда
Гротаминарда (на италиански: Grottaminarda) е град и община в провинцията Авелино (Кампания). Намира се на 80 км североизточно от Неапол, в западната част на Южна Италия. Населението му е 8004 жители (декември 2017 г.).

## История
Намира се на пресечна точка на важни търговски пътища. От самото си основаване икономиката на града е свързана с търговия.

## Икономика
В съвременността Гротаминарда е промишлена зона, която осигурява работни места за работници и пътуване от съседните градове. Много малки и средни стопанства са налице. Всеки понеделник се провежда голям пазар, включително търговия с плодове, зеленчуци, сирене, салам и разнообразие от битови предмети.

## Основни забележителности
Интересни места са църквите „Мария Маджоре“ и „Сан Микеле“, както и много древни паметници.